# Sinagoga di Bologna
La sinagoga di Bologna fu edificata nel 1928 e ricostruita nel 1954 dopo le distruzioni belliche. La facciata prospetta su via Mario Finzi 4, con ingresso da via De' Gombruti 9. La sinagoga è in uso alla comunità ebraica di Bologna.

## La storia
Nel ghetto, all'ombra delle due torri degli Asinelli e della Garisenda, tra il 1586 e il 1593, la comunità ebraica di Bologna si riuniva in una sinagoga, della quale resta oggi il solo edificio in via dell'Inferno 16. Alla fine del Settecento la comunità lentamente si ricostituì dopo la dispersione seguita all'espulsione del 1593. Un primo piccolo oratorio fu fondato dal centese Angelo Carpi fin dal 1829 nella sua abitazione intorno a Piazza Malpighi. Nel 1868 venne presa in affitto una sala nell'edificio di via De' Gombruti 7, sempre nell'area del vecchio ghetto. Tra il 1874 e il 1877 fu inaugurato, su progetto di Guido Lisi, un nuovo  più grande luogo di preghiera, nell'ala dello stesso edificio che si affaccia sull'odierna via Mario Finzi. Ai primi del Novecento si procedette all'ampliamento definitivo di quella sinagoga. Il nuovo grande tempio fu inaugurato il 4 novembre 1928. Il progetto di Attilio Muggia disegnò un'elegante sala quadrata divisa in tre navate, con volte a crociera culminanti in un lucernaio ellittico. Le pareti erano decorate da disegni liberty. 
La sinagoga andò distrutta nel 1943 durante un bombardamento. Fu ricostruita nello stesso luogo nel 1954 su progetto di Guido Muggia, il quale intese rivisitare in chiave moderna il progetto del padre. L'interno conserva l'impianto originario. L'area dell'aron, delimitata da una balaustra in marmo, è illuminata da una grande finestra con vetrate policrome. Il matroneo sovrasta l'ingresso e le due navate laterali. Gli arredi sono moderni. Sulla facciata domina un grande rosone con la stella di Davide. Una lapide accanto al portone esterno ricorda le vittime bolognesi dell'Olocausto.
Recenti lavori di restauro nel 2008-2009 hanno rimosso le macerie dai sotterranei del tempio e portato alla scoperta dei resti di un'antica domus romana di età imperiale.